# Рочев, Яков Митрофанович
Яков Митрофанович Рочев (коми Митрук Як, 23 января 1909 — 3 сентября 1977) — советский писатель, писавший на языке коми. Главный редактор журнала «Войвыв кодзув» (1953—1970).
Лауреат Государственной премии Коми АССР имени И. А. Куратова (1968) за романную трилогию «Два друга» (1951—1967).

## Биография
Родился 23 января 1909 года в селе Усть-Ухта Печорского уезда Архангельской губернии (ныне Сосногорский район Коми) в большой крестьянской семье, самый младший из шести братьев.
В 1930 году, окончив Мохченскую школу второй ступени, поступил в Коми педагогический институт, который окончил в 1937 году.
В 1930—1938 годах работал учителем в Абезьской школе, учителем языка и литературы в Тентюковской средней школе, инспектором РОНО, корреспондентом ижемской газеты «Красная Печора».
Член КПСС с 1940 года. Член Союза писателей СССР с 1942 года.
В 1938—1953 годах в течение 15 лет работал редактором Коми книжного издательства.
В 1953—1970 годах — главный редактор журнала «Войвыв кодзув» («Северная звезда»).
В 1969 присвоено звание «Заслуженный работник науки и культуры Коми АССР».
Умер в 1977 году в Сыктывкаре.
Имя Якова Рочева присвоено Сосногорской межпоселенческой центральной библиотеке.

## Творчество
Первые стихи писал в рукописном журнале студентов «Том вын» («Молодая сила»). который редактировал В. Юхнин, публиковался в журнале «Ордым».
Стихи Я. М. Рочева вошли в сборник «Великöй Сталин, водзö ну» («Великий Сталин, веди вперед!», 1942).
Переводил на язык коми произведения Л. Толстого, А. Чехова, А. Гайдара, Б. Полевого.
Ещё конце 1930-х годов начал работу над повестью «Два друга» («Кык друг») начав публиковать её в 1939 году в журнале «Ударник», повесть переросла в роман, изданный в 1951 году, а с ещё двумя романами с теми же героями «Ижма волнуется» (Изьва гызьб, 1959) и «Му вежöм» («Светопреставление», 1967) составила романную трилогию отмеченную Государственной премией Коми АССР.
Эпическая трилогия посвящена истории севера Коми края первых десятилетий XX в., предреволюционным и революционным событиям. Действие в основном происходит в селе Макла, в бассейне реки Ижмы, на просторах Большеземельской тундры и в Архангельске, в устье реки Печоры и за Уральским хребтом. Главные герои романа — коми-ижемец Геня Дуркин и сын ненца, батрака оленевода Вася Манзадей, познакомившиеся в своей деревне по дороге в школу…

«Два друга» — многоплановое произведение. Главные герои романа — Геня Дуркин, местный житель села Макла, и ненец Вася Манзадей. С подкупающей любовью и теплотой нарисованы эти сначала забитые деревенские мальчишки, а затем стойкие борцы за дело родного народа. — журнал «Север», 1977 год
Для юного читателя по мотивам романа «Два друга» подготовил книгу «Суровой школа» («Суровая школа», 1959).
Здесь не было прежде железных дорог.
 Здесь топи кишели болотною дичью.
 Охотник сквозь чащу пробиться не мог
 И выстрелом стаю распугивал птичью.
Здесь тетерева токовали весной
 И голос, подобный звучанию меди,
 Отчетливо слышался в чаще лесной,
 Где грозные свадьбы справляли медведи.
Казалось, вовек неизменна тайга.
 Дрожали лучи в золотом полумраке.
 Лишь выстрел да лай беспокойной собаки
 Речушек лесных оглашал берега.
На основе дневниковых записей написал автобиографическую повесть «Паськыд туй выл ö» (1973).

## Награды
- Орден «Знак Почёта» (28 октября 1967 года) — за заслуги в развитии советской литературы и активное участие в коммунистическом воспитании трудящихся[2].
- Заслуженный работник науки и культуры Коми АССР (1969).
- Государственная премия Коми АССР имени И. А. Куратова.